# Онкофертильность
Онкофертильность: термин, образованный от слов Онкология и Фертильность — является направлением в медицинской практике, цель которого исследовать и предупреждать нарушения  фертильности у мужчин и женщин, получавших лечение по поводу онкологических заболеваний.
Чаще всего, нарушения фертильности или бесплодие наступает на фоне проведенной полихимиотерапии, лучевой (радио) терапии, в ходе оперативного лечения.
Так, у мужчин на фоне химиотерапии нарушается или прекращается созревание сперматозоидов. В группе риска оказываются подростки и мужчины разного возраста с диагнозами: лимфома Ходжкина, острый лимфобластный лейкоз, Неходжкинская  лимфома, опухоль яичка,  опухоль ЦНС, аденома простаты и другими.
У женщин изменяется менструальный цикл и нарушается функция яичников.
В основе повреждающего действия многих химиопрепаратов лежит их способность вступать в соединения с ДНК и нарушать ее структуру.
Риск развития бесплодия (бесплодие) у мужчин выше, чем у женщин. Особенно велика вероятность бесплодия для мужчин, перенесших лечение по поводу рака простаты, острого лимфобластного лейкоза и рака яичка.
Современным методом профилактики бесплодия на фоне лечение опухоли является криоконсервация спермы у мужчин и яйцеклеток у женщин.
Важно, чтобы процедура заготовки половых клеток или тканей была проведена до начала противоопухолевого лечения.Наиболее эффективным методом считается витрификация - сверхбыстрая заморозка клеток.
Одним из методов сохранения фертильности является витрификация ткани яичника пациентки с онкологическим заболеванием. Впоследствии, после того, как пациентка прошла лечение,  может быть проведена аутотрансплантация криоконсервированной овариальной ткани. Есть мнение, что применение этого метода является  единственным  вариантом сохранения фертильности у девочек в препубертатном периоде, если они проходили лечение по поводу онкологического заболевания.